# Cuisy-en-Almont
Cuisy-en-Almont è un comune francese di 333 abitanti situato nel dipartimento dell'Aisne della regione dell'Alta Francia.

## Società

### Evoluzione demografica
Abitanti censiti